# Mike Marquart
Michael Marquart (também conhecido como Mike Marquart) é um produtor musical, guitarrista e baterista americano que já foi indicado ao Grammy. Marquart foi baterista da banda de new wave A Flock of Seagulls, ativa durante os anos 1980. Em meados dos anos 2000, Marquart fundou a banda de rock A Bad Think. Marquart também é o fundador e proprietário do estúdio de gravação Windmark Recording, que ele administra com sua filha Samantha Marquart. O estúdio de gravação Windmark da Marquart gravou muitos artistas musicais notáveis, incluindo Coldplay, Jeezy, J. Cole, YG, Justin Timberlake, Pharrell, Kanye West e Kendrick Lamar.
Como produtor musical, Marquart trabalhou em estreita colaboração com muitos músicos e produtores conhecidos, incluindo Teddy Riley e The Neptunes (uma dupla de R&B composta por Chad Hugo e Pharrell Williams). Seus álbuns contaram com muitos músicos notáveis, incluindo Paul Bryan, Greg Leisz, Durga McBroom e John Philip Shenale.

## Juventude
Marquart cresceu na cidade de Fort Atkinson, Wisconsin. Guitarrista autodidata, tocou em bares na adolescência. Em 1989, ele tocou bateria temporariamente para a banda new wave A Flock of Seagulls e se mudou para Virginia Beach, Virginia depois de se casar com Winnie Johnson-Marquart e ter um filho. Marquart também tem uma filha chamada Samantha, que atualmente é gerente de estúdio da Windmark Recording.

## Carreira
Marquart fundou a Windmark Recording em Virginia Beach, que serviu como um importante espaço de gravação para The Neptunes durante o final dos anos 1990 e início dos anos 2000. Em meados dos anos 2000, Mike fundou a banda underground de rock eletrônico A Bad Think e produziu seu segundo álbum, intitulado Simple Rhymes, em 2009.
Atualmente Marquart é o presidente da Windmark Recording, que atualmente está sediada em Santa Monica, Califórnia. Como resultado, Marquart agora passa metade de seu tempo morando e trabalhando em Los Angeles, Califórnia, e a outra metade em Virginia Beach, Virgínia. Além do Windmark, ele também tem um estúdio caseiro chamado The Barn em Malibu, Califórnia; o estúdio foi construído com madeira recuperada do antigo Hollywood Bowl, construído originalmente na década de 1920.
O quinto álbum de estúdio de Marquart, produzido em 2014, é intitulado Sleep.
Como seu sétimo álbum de estúdio em 2016, Marquart produziu o álbum de rock alternativo moderno The Tragic End of a Dreamer, que combina diversos gêneros musicais que vão do rock ambiental ao Southern, folk e música New Age. O álbum apresenta Paul Bryan (baixo), Greg Leisz (guitarra), Durga McBroom (vocalista) e John Philip Shenale (compositor).
Lançado em abril de 2019, o 8º álbum de estúdio de Marquart é intitulado The Savior, que inclui o single "Feel Me". Em novembro de 2019, o álbum recebeu uma indicação ao Grammy de Melhor Álbum de Áudio Imersivo.

## Discografia
Incluindo álbuns produzidos por Mike Marquart:
- Familiar Dreams Panic (1991)
- Screwtop Wine (1995)

- A Bad Think (2006)
- Lullabies or Lies (2007)
- Simple Rhymes (2009)

- Sara Lee (2010)
- Medicine (2012)
- Sleep (2014)
- Don't Forget Us (2015)
- The Tragic End of a Dreamer (2016)
- The Savior (2019)